# Zennegat

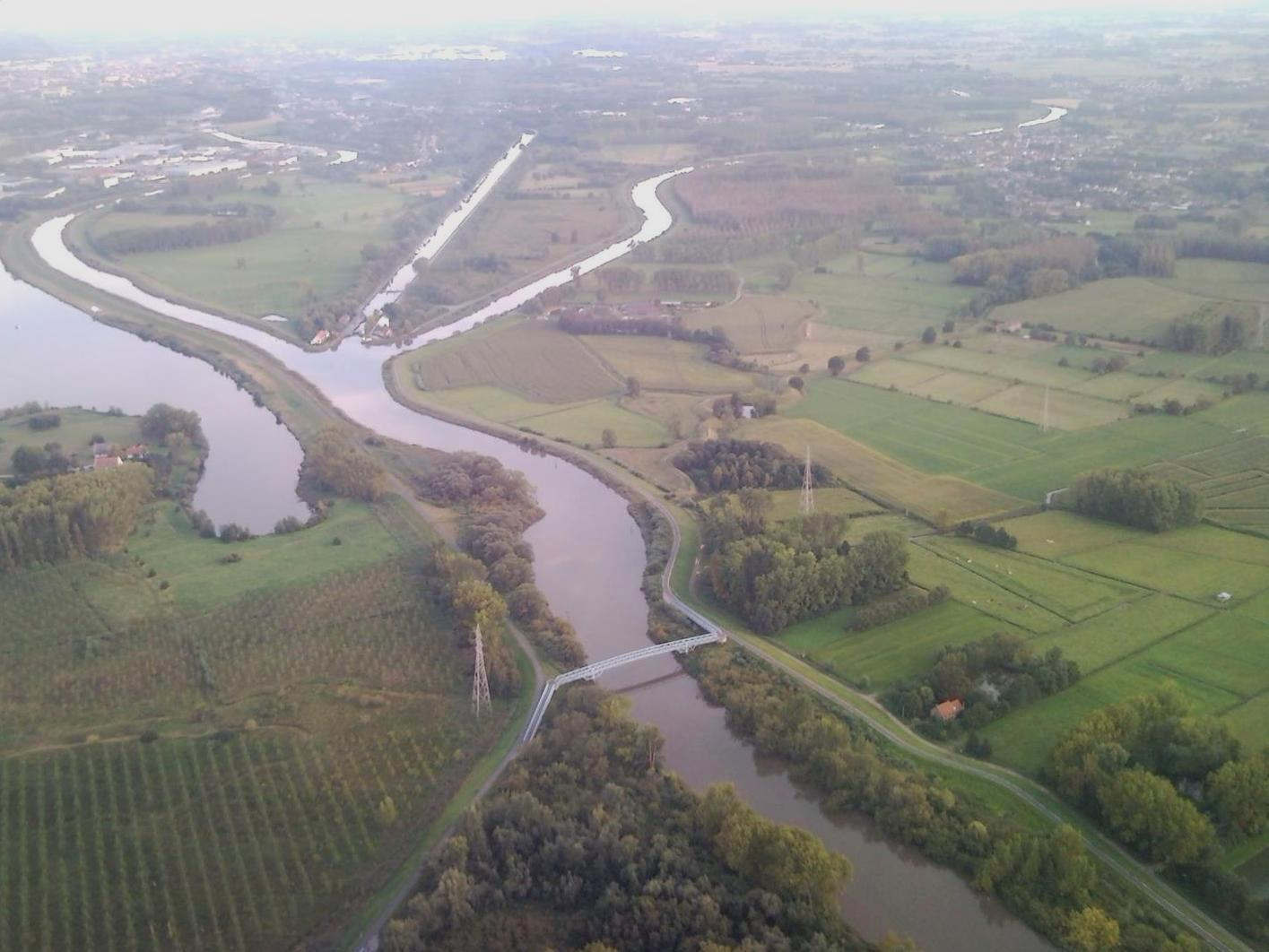
Luchtfoto Zennegat

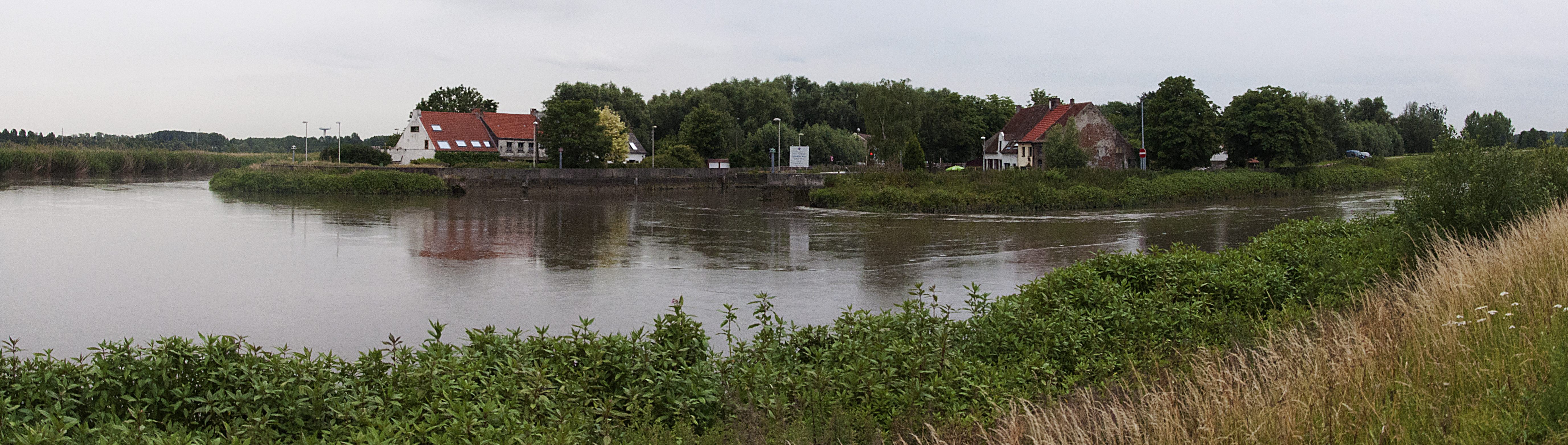
Het Zennegat met links de Dijle, het kanaal Leuven-Dijle en rechts de Zenne

Het Zennegat is de plaats in Battel te Mechelen waar verschillende waterlopen samen lopen. De Zenne komt er samen met het Kanaal Leuven-Dijle (de Leuvense vaart) en stromen dan in de Dijle, die enkele honderden meters verder dan weer samenvloeit met de Nete om alzo de Rupel te vormen. Het stukje Dijle tussen het Zennegat en de monding in de Rupel wordt in de volksmond de Koestaart genoemd.
In het Zennegat bevindt zich in een beschermde archeologische zone sinds 2014.
Sinds eeuwen woonden hier enkele families, die van vader op zoon het beroep van bootsleper (jagen) uitoefenden. Deze beroepsactiviteit verdween er naarmate de vaartuigen gemotoriseerd werden. Het aantal huizen varieerde steeds rond de 20.
Het idyllische gehucht werd tijdens de 20e eeuw meer en meer een woonplaats voor kunstenaars, muzikanten en non-conformistische figuren. De non-conformistische Mechelse tekenaar en schilder Frans Croes woonde tot aan zijn dood in 2011 aan het Zennegat, en had er ook zijn atelier.

## Fietsen op de dijken
De verschillende dijken die hier samen komen vormen dan ook op mooie dagen een trekpleister voor vele fietsers. De recente aanleg van de blauwe fietsbruggen in Heindonk/Walem/Rumst is dan ook een succes.
Einde 2011 werd over de Zenne een vaste brug geplaatst voor fietsers en voetgangers; over het Kanaal Leuven-Dijle werd er tegen 2013 een beweegbare brug voorzien.

## Verdwijningszaak
Nabij het Zennegat verdween in 1996 Liam Vanden Branden.

## Galerij

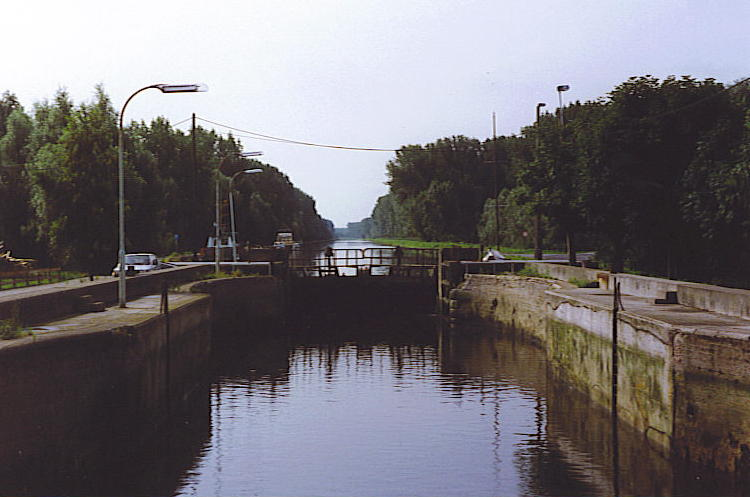
Einde van de Leuvense vaart
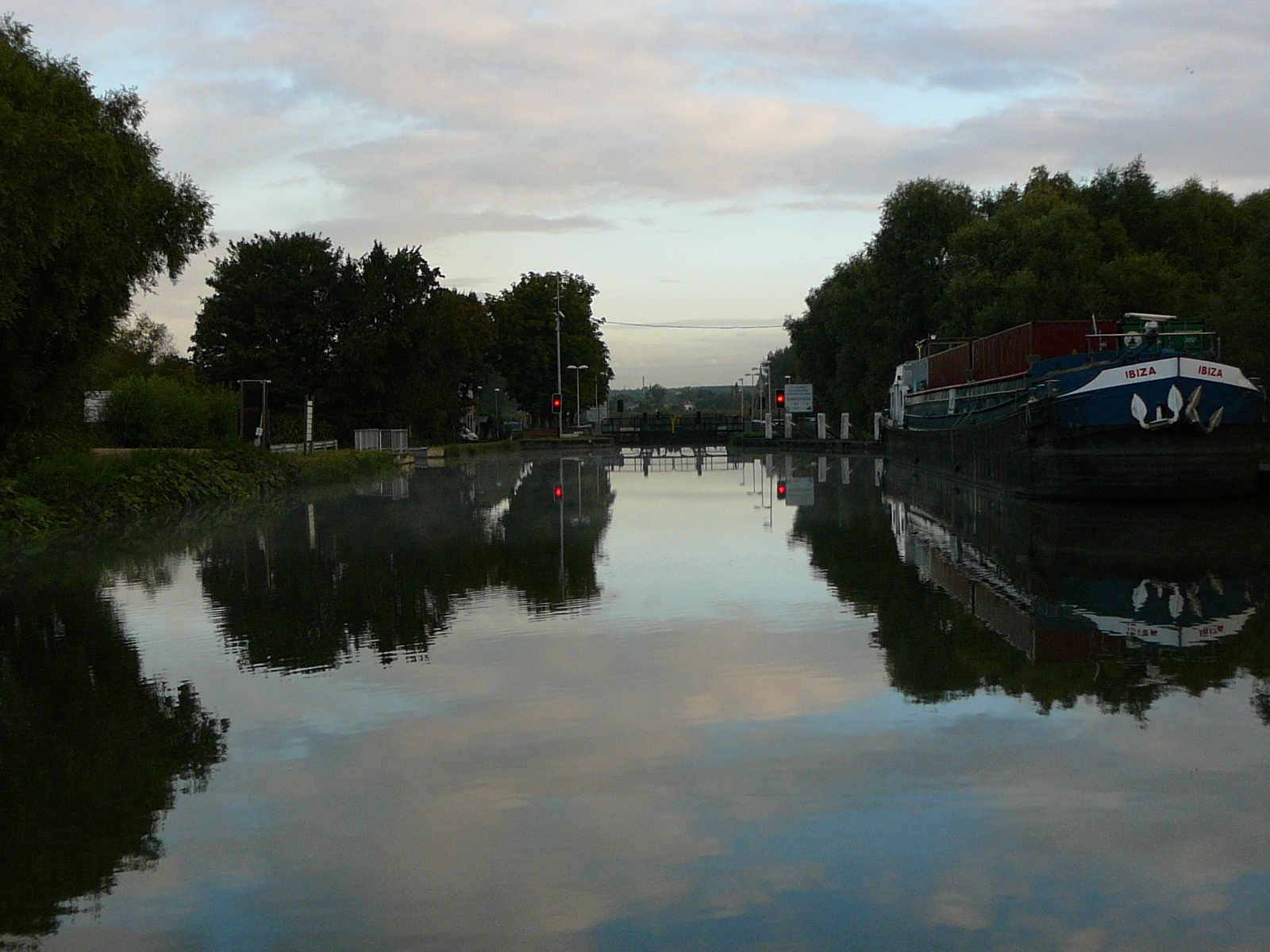
Sluis
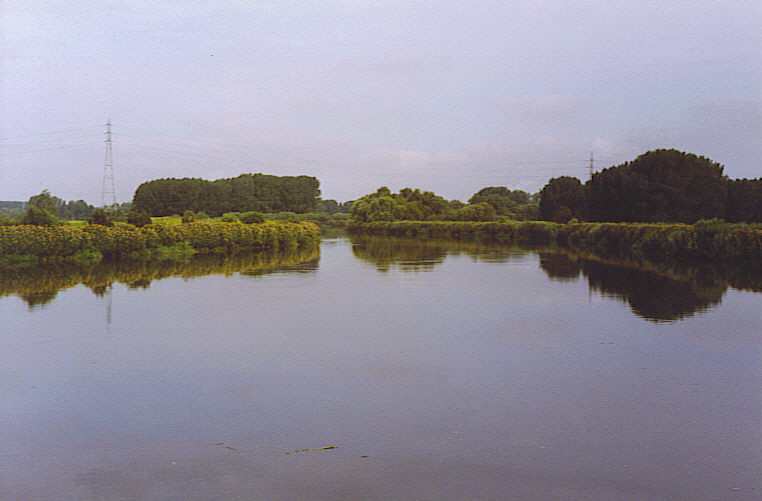
Dijle nabij Zennegat